# Ocotea terciopelo
Ocotea terciopelo är en lagerväxtart som beskrevs av C. K. Allen. Ocotea terciopelo ingår i släktet Ocotea och familjen lagerväxter. Inga underarter finns listade i Catalogue of Life.